# 5 septembre (film)
Pour les articles homonymes, voir September.
Pour plus de détails, voir Fiche technique et Distribution.
5 septembre (September 5) est un film germano-américain réalisé par Tim Fehlbaum et sorti en 2024. Il revient sur la prise d'otages des Jeux olympiques de Munich en septembre 1972 et notamment sa couverture médiatique par ABC Sports.
Il est présenté en avant-première à la Mostra de Venise 2024.

## Synopsis
5 septembre 1972, lors des jeux olympiques d'été à Munich, des membres de l'organisation terroriste Septembre Noir prennent en otages des athlètes israéliens dans le village olympique. L'équipe d'ABC Sports va tenter de couvrir en direct les évènements pour la chaîne américaine ABC. L'action se déroule presque entièrement dans les studios de la chaîne, essentiellement en régie et dans les bureaux. La plupart des scènes du village sont des archives d'époque.

## Fiche technique
Sauf indication contraire, les informations mentionnées dans cette section peuvent être confirmées par la base de données cinématographiques IMDb,  présente dans la section « Liens externes ».
- Titre original : September 5
- Réalisation : Tim Fehlbaum
- Scénario : Tim Fehlbaum, Moritz Binder et Alex David
- Musique : Lorenz Dangel
- Décors : Julian R. Wagner
- Costumes : Leonie Zykan
- Photographie : Markus Förderer
- Montage : Hansjörg Weißbrich
- Production : Mark Nolting, John Ira Palmer, Sean Penn, Philipp Trauer, John Wildermuth et Thomas Wöbke
- Coproduction : Christian Reitz, Ruediger Boess et Constanze Guttmann
- Production déléguée : Martin Moszkowicz et Christoph Müller
- Sociétés de production : BerghausWöbke Filmproduktion, Projected Picture Works, Constantin Film et Edgar Reitz Filmproduktion
- Sociétés de distribution : Constantin Film (Allemagne), Paramount Pictures (États-Unis, France)
- Budget : N/A
- Pays de production :  États-Unis,  Allemagne
- Langues originales : anglais, allemand
- Format : couleur — 16 mm
- Genre : drame historique
- Durée : 94 minutes
- Dates de sortie[1] :
  - Italie : 29 août 2024 (Mostra de Venise)
  - États-Unis : 29 novembre 2024 (sortie limitée)
  - États-Unis : 13 décembre 2024 (sortie nationale)
  - Allemagne : 9 janvier 2025
  - France : 5 février 2025
- Classification[2] :
  - Allemagne : interdit aux moins de 12 ans

## Distribution
- Peter Sarsgaard (VF : Laurent Maurel) : Roone Arledge
- John Magaro (VF : Antoine Schoumsky) : Geoffrey Mason
- Ben Chaplin (VF : David Krüger) : Marvin Bader
- Leonie Benesch : Marianne Gebhardt
- Zinedine Soualem (VF : lui-même) : Jacques Lesgards
- Corey Johnson (VF : Stéphane Boucher) : Hank Hanson
- Georgina Rich : Gladys Deist
- Benjamin Walker (VF : Yann Guillemot) : Peter Jennings
- Jim McKay (VF : François Raison) : lui-même (images d'archives)
- Peter Jennings : lui-même (images d'archives)

Source VF : carton cinématographique du doublage français.

## Production
Le film reprend de nombreuses images d'archives d'ABC sur l'évènement. Tim Fehlbaum et son équipe ont passé des mois à rechercher les événements et ont travaillé avec une équipe de conception de production pour créer une réplique authentique des installations de diffusion à l'époque utilisées par ABC Sports.

## Sortie et accueil

### Dates de sortie
Il est présenté en avant-première à la Mostra de Venise 2024 le 29 août 2024, en ouverture de la section parallèle Extra Orizzonti. Paramount Pictures acquiert ensuite les droits de distribution. Le film connait une sortie limitée dans quelques salles américaines le 29 novembre 2024, avant une sortie plus large le 13 décembre 2024,. The Hollywood Reporter révèle que le festival international du film de Toronto n'a pas voulu projeter le film pour éviter toute polémique liée au conflit israélo-palestinien.

### Critique
Sur le site d'agrégation de critiques Rotten Tomatoes, le film obtient 90% d'avis favorables, pour 21 critiques et une note moyenne de 7,1⁄10. Sur le site Metacritic, qui utilise une moyenne pondérée, le film obtient la note de 72⁄100 pour 7 critiques.

## Distinctions

### Récompenses
- Deutscher Filmpreis 2025 : meilleur film, meilleure réalisation, meilleur scénario, meilleure actrice dans un second rôle, meilleure photographie, meilleur montage, meilleur son, meilleur décor et meilleur maquillage[11],[12]

### Nominations
- Golden Globes 2025 : Meilleur film dramatique
- Oscars 2025 : Meilleur scénario original